# Kollasmosoma cubiceps
Kollasmosoma cubiceps är en stekelart som först beskrevs av Trevor Huddleston 1976.  Kollasmosoma cubiceps ingår i släktet Kollasmosoma och familjen bracksteklar. Inga underarter finns listade i Catalogue of Life.